# Pantaleone
Pantaleone ou Pantaleon est un moine basilien et un mosaïste médiéval du  XIIe siècle probablement d'origine grecque.

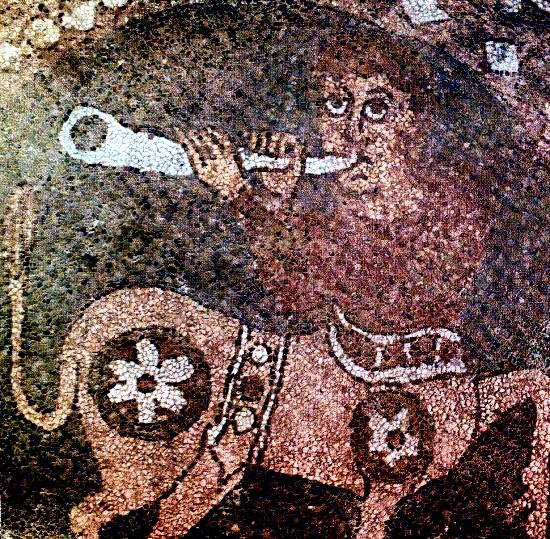
Mosaïque du pavement de la cathédrale de San Cataldo, par Petroio di Taranto, élève de Pantaleone

## À Otrante
Son œuvre la plus importante demeure la mosaïque monumentale de la cathédrale  d'Otrante réalisée entre 1163 et 1165, qui l'affirme comme un maître de sa discipline et autant de la connaissance théologique et mythologique :
Y figurent des scènes de l'Ancien Testament (jamais du Nouveau) comme : L'expulsion d'Adam et Ève du jardin d'Éden,  L'Histoire de Caïn et Abel,  la construction de la tour de Babel,  Noé et l'Arche,  Samson et Dalila ; et des figures profanes mythologiques ou historiques comme Diane chasseresse, Atlas soutenant le Monde, le Minotaure et Alexandre le Grand.
Dans la partie centrale de la nef, s'étend un Arbre de la Vie et sur la droite (en regardant vers l'autel) douze médaillons représentent les mois et le Zodiaque. Sur le sol, d'autres scènes sont inspirées de la culture chevaleresque avec les histoires du Roi Arthur (Rex Arturus pour Pantaleone: Le Roi Arthur chevauchant un bouc) et de Perceval.
Figurent aussi, le Paradis, l'Enfer, Satan entouré d'un cheval et d'un dragon...
Toujours dans  la nef, treize médaillons forment le bestiaire médiéval traditionnel dans lequel se reconnaissent : un basilic, une jynx, un centaure, une licorne et une représentation ancienne de la sirène avec deux queues.
D'autres symboliques restent encore à déchiffrer.

## Œuvres
La mosaïque de la cathédrale de Brindisi lui a été attribuée par quelques historiens et  celle de la cathédrale de  San Cataldo  à son élève Petroio di Tarento.

## Sources
- (it) Cet article est partiellement ou en totalité issu de l’article de Wikipédia en italien intitulé « Pantaleone » (voir la liste des auteurs).